# Daniel Sunjata
Daniel Sunjata Condon (Evanston, 30 dicembre 1971) è un attore statunitense.

## Biografia
Di origini irlandesi, tedesche e afro-americane, Sunjata cresce a Chicago con i genitori adottivi. Si diploma presso il Mount Carmel High School di Chicago, dove aveva giocato come linebacker per due squadre del campionato di Football americano di stato. Ha completato i suoi studi universitari presso la Florida A & M University e l'Università della Louisiana a Lafayette. Ha poi conseguito un master in belle arti presso la Tisch School of the Arts presso la New York University.
Sunjata interpreta il ruolo di un marinaio in congedo a terra nel primo episodio della quinta stagione di Sex and the City. In seguito ha interpretato il personaggio di Langston Hughes nel film Brother to Brother e di James Holt, un designer di moda immaginario in Il diavolo veste Prada. Dal 2004 è uno dei protagonisti della serie televisiva Rescue Me, dove interpreta il ruolo del pompiere Franco Rivera. Durante l'estate del 2007, ha anche recitato nella miniserie The Bronx is Burning di Reggie Jackson.
Nel 2003 ha vinto un Theatre World Award per la sua interpretazione a Broadway di un giocatore della Major League Baseball che si dichiara gay nella rappresentazione Take Me Out, che gli ha valso anche le candidature per il Tony Award ed il Drama Desk Award.
Interpreta lo stupratore seriale (Andrews Jenkins) nella dodicesima puntata della prima stagione di Lie to Me.
È presente nella settima e nell'ottava stagione di Grey's Anatomy, nel ruolo dell'infermiere Eli.
Dal 2013 al 2015 prende parte alla serie televisiva Graceland in cui interpreta Paul Briggs, un 
agente dell'FBI.

## Filmografia

### Cinema
- Bad Company - Protocollo Praga (Bad Company), regia di Joel Schumacher (2002)
- Brother to Brother, regia di Rodney Evans (2004)
- Melinda e Melinda (Melinda and Melinda), regia di Woody Allen (2004)
- Il diavolo veste Prada (The Devil Wears Prada), regia di David Frankel (2006)
- La rivolta delle ex (Ghosts of Girlfriends Past), regia di Mark Waters (2009)
- One for the Money, regia di Julie Anne Robinson (2012)
- Gone, regia di Heitor Dhalia (2012)
- Generation Um..., regia di Mark Mann (2012)
- Il cavaliere oscuro - Il ritorno (The Dark Knight Rises), regia di Christopher Nolan (2012)
- Lullaby, regia di Andrew Levitas (2014)

### Televisione
- Twelfth Night, or What You Will, regia di Nicholas Hytner – film TV (1998)
- D.C – serie TV, 7 episodi (2000)
- Law & Order - Unità vittime speciali (Law & Order: Special Victims Unit) – serie TV, 16 episodi (2000-2004)
- Law & Order - I due volti della giustizia (Law & Order) – serie TV, 1 episodio (2005)
- Sex and the City – serie TV, episodio 5x01 (2002)
- The Bronx Is Burning – serie TV, 8 episodi (2007)
- Lie to Me – serie TV, episodio 1x12 (2009)
- Patricia Cornwell - A rischio (At Risk), regia di Tom McLoughlin – film TV (2010)
- Rescue Me – serie TV, 93 episodi (2004-2011)
- Grey's Anatomy – serie TV, 8 episodi (2010-2011)
- Smash – serie TV, 5 episodi (2013)
- Graceland – serie TV, 38 episodi (2013-2015)
- Notorious – serie TV, 10 episodi (2016)
- Manifest - serie TV, 4 episodi (2018)
- Power Book II: Ghost - serie TV, episodio 2x10 (2021)
- Echoes - miniserie TV, 7 episodi (2022)
- High Potential – serie TV (2024-in produzione)

## Teatro
- La dodicesima notte di William Shakespeare, regia di Nicholas Hytner. Vivian Beaumont Theatre di Broadway (1997)
- Take Me Out di Richard Greenberg, regia di Joe Mantello. Donmar Warehouse di Londra (2002), Walter Kerr Theatre di Broadway (2003)
- Cyrano de Bergerac di Edmond Rostand, regia di David Leveaux. Richard Rodgers Theatre di Broadway (2007)
- Macbeth di William Shakespeare, regia di Jack O'Brien. Vivian Beaumont Theatre di Broadway
- The Country House di Donald Margulies, regia di Daniel J. Sullivan. Samuel J. Friedman Theatre di Broadway (2014)
- Santa Giovanna di George Bernard Shaw, regia di  Daniel J. Sullivan. Samuel J. Friedman Theatre di Broadway (2018)

## Doppiatori italiani
Nelle versioni in italiano delle opere in cui ha recitato, Daniel Sunjata è stato doppiato da:
- Francesco Bulckaen in Il diavolo veste prada, Echoes, High Potential
- Alessio Cigliano in Rescue Me, Manifest
- Andrea Ward in La rivolta delle ex, Smash
- Fabio Boccanera in Graceland, Notorious
- Vittorio Guerrieri in Gone, One for the Money
- Roberto Gammino in Bad Company - Protocollo praga
- Alessandro Quarta in Law & Order Special Victims Unit
- Fabrizio Manfredi in Grey's Anatomy
- Simone Mori in Il cavaliere oscuro - Il ritorno
- Andrea Mete in Patricia Cornwell - A rischio
- Francesco Prando in Generation Um
- Gaetano Varcasia in Lie to me